# بناب مرند
بناب مرند (بالفارسية: بناب مرند) هي مدينة تقع في إيران في البلدة المركزية. يقدر عدد سكانها بـ 4,430 نسمة .